# Biserica „Adormirea Maicii Domnului” din Sărata-Răzeși
Biserica „Adormirea Maicii Domnului” este o biserică amplasată în Sărata-Răzeși, raionul Leova, Republica Moldova. Este un monument arhitectural de importanță națională inclus în Registrul monumentelor Republicii Moldova ocrotite de stat cu nr. 270 (raionul Leova). Datează din 1860.